# 屏風岳 (沖縄県)
屏風岳（びょうぶだけ）は、沖縄県石垣市の尖閣諸島・魚釣島にある山である。
島の南岸近くの東寄りに位置する。標高は320メートルで、最高峰の奈良原岳（標高362メートル）に次いで、同島で2番目に高い山である。山名は、1900年（明治33年）にこの島を地質調査に訪れた黒岩恒によって名づけられた。